# Sambo en los Juegos Europeos de Minsk 2019
El sambo en los II Juegos Europeos se realizó en el Palacio de Deportes de Minsk (Bielorrusia) entre el 22 y el 23 de junio de 2019.
Fueron disputadas en este deporte 18 pruebas diferentes, 9 masculinas y 9 femeninas.

## Medallistas

### Masculino
| Evento                | Oro                              | Plata                           | Bronce                                                        |
| --------------------- | -------------------------------- | ------------------------------- | ------------------------------------------------------------- |
| –52 kg (23 de junio)  | Tigran Kirakosian · Armenia      | Ağasif Səmədov · Azerbaiyán     | Guivi Nadareishvili · Georgia Andrei Kurbakov · Rusia         |
| –57 kg (22 de junio)  | Vajtangui Chidrashvili · Georgia | Sayan Jertek · Rusia            | Uladzislau Burdz · Bielorrusia Mehman Xəlilov · Azerbaiyán    |
| –62 kg (23 de junio)  | Ruslan Bagdasarian · Rusia       | Savvas Karakizidis · Grecia     | Guenadi Chirgadze · Georgia Ivan Aniskevich · Bielorrusia     |
| –68 kg (22 de junio)  | Aliaxandr Koksha · Bielorrusia   | Mindia Liluashvili · Georgia    | Emil Həsənov · Azerbaiyán Nikita Kletskov · Rusia             |
| –74 kg (23 de junio)  | Levan Najutsrishvili · Georgia   | Stanislav Skriabin · Rusia      | Arsen Ghazarian · Armenia Stsiapan Papou · Bielorrusia        |
| –82 kg (22 de junio)  | Andrei Perepeliuk · Rusia        | Davit Grigorian · Armenia       | Tsimafei Yemelianau · Bielorrusia Besarion Berulava · Georgia |
| –90 kg (23 de junio)  | Serguei Riabov · Rusia           | Andrei Kazusionak · Bielorrusia | Paata Ghviniashvili · Georgia Dmitri Guerasimenko · Serbia    |
| –100 kg (22 de junio) | Davit Loriashvili · Georgia      | Viktors Reško · Letonia         | Alsim Chernoskulov · Rusia Denis Tachii · Moldavia            |
| +100 kg (23 de junio) | Beka Berdzenishvili · Georgia    | Yuri Rybak · Bielorrusia        | Artiom Osipenko · Rusia Vladimir Gajić · Serbia               |

### Femenino
| Evento               | Oro                               | Plata                             | Bronce                                                         |
| -------------------- | --------------------------------- | --------------------------------- | -------------------------------------------------------------- |
| –48 kg (22 de junio) | Yelena Bondareva · Rusia          | Anastasiya Novikova · Ucrania     | Tsvetelina Tsvetanova · Bulgaria Anfisa Kapayeva · Bielorrusia |
| –52 kg (23 de junio) | Diana Riabova · Rusia             | Maryna Zharskaya · Bielorrusia    | Paulina Eșanu · Moldavia Irene Díaz Vidal · España             |
| –56 kg (22 de junio) | Tatiana Kazeniuk · Rusia          | Anastasiya Arjipava · Bielorrusia | Daniela Poroineanu · Rumania Laure Fournier · Francia          |
| –60 kg (23 de junio) | Vera Harelikava · Bielorrusia     | Sabina Artemciuc · Moldavia       | Yana Kostenko · Rusia Yaiza Jiménez López · España             |
| –64 kg (22 de junio) | Yekaterina Onoprienko · Rusia     | Olena Saiko · Ucrania             | Anda-Mihaela Vâlvoi · Rumania Tatsiana Matsko · Bielorrusia    |
| –68 kg (23 de junio) | Lucija Babić · Croacia            | Kateryna Moskalova · Ucrania      | Volha Namazava · Bielorrusia Marina Mojnatkina · Rusia         |
| –72 kg (22 de junio) | Anzhela Zhylinskaya · Bielorrusia | Nino Odzelashvili · Georgia       | Galina Ambartsumian · Rusia Nataliya Smal · Ucrania            |
| –80 kg (23 de junio) | Mariya Oriashkova · Bulgaria      | Zhanara Kusanova · Rusia          | Sviatlana Tsimashenka · Bielorrusia Halyna Kovalska · Ucrania  |
| +80 kg (22 de junio) | Anastasiya Sapsai · Ucrania       | Elene Kebadze · Georgia           | Anna Balashova · Rusia Alina Păunescu · Rumania                |

## Medallero
| Núm. | País        | Oro | Plata | Bronce | Total |
| ---- | ----------- | --- | ----- | ------ | ----- |
| 1    | Rusia       | 7   | 3     | 8      | 18    |
| 2    | Georgia     | 4   | 3     | 4      | 11    |
| 3    | Bielorrusia | 3   | 4     | 8      | 15    |
| 4    | Ucrania     | 1   | 3     | 2      | 6     |
| 5    | Armenia     | 1   | 1     | 1      | 3     |
| 6    | Bulgaria    | 1   | 0     | 1      | 2     |
| 7    | Croacia     | 1   | 0     | 0      | 1     |
| 8    | Azerbaiyán  | 0   | 1     | 2      | 3     |
| 8    | Moldavia    | 0   | 1     | 2      | 3     |
| 10   | Grecia      | 0   | 1     | 0      | 1     |
| 10   | Letonia     | 0   | 1     | 0      | 1     |
| 12   | Rumania     | 0   | 0     | 3      | 3     |
| 13   | España      | 0   | 0     | 2      | 2     |
| 13   | Serbia      | 0   | 0     | 2      | 2     |
| 15   | Francia     | 0   | 0     | 1      | 1     |
|      | TOTAL       | 18  | 18    | 36     | 72    |